# Virserums socken
Virserums socken i Småland ingick i Aspelands härad (före 1886 även delar i Östra härad) och området ingår sedan 1971 i Hultsfreds kommun i Kalmar län och motsvarar från 2016 Virserums distrikt.
Socknens areal är 165,91 kvadratkilometer, varav land 154,43. År 2000 fanns här 2 554 invånare. Tätorten och kyrkbyn Virserum med sockenkyrkan Virserums kyrka ligger i socknen. 

## Administrativ historik
Virserums socken har medeltida ursprung.
Före 1840 hörde Sjökumla till Åseda jordebokssocken i Uppvidinge härad men till Virserums kyrksocken. 1885 överfördes Ånhults skate (hemmanen Dala, Holmskog, Korparyd, Smuge, Torp, Ånhult och Ånhultaberg) från Stenberga jordebokssocken i Östra härad i Jönköpings län till denna socken, härad och län.
Vid kommunreformen 1862 övergick socknens ansvar för de kyrkliga frågorna till Virserums församling och för de borgerliga frågorna till Virserums landskommun, som 1952 inkorporerade Järeda landskommun och 1956 blev Virserums köping. Hela området uppgick 1971 i Hultsfreds kommun.
1 januari 2016 inrättades distriktet Virserum, med samma omfattning som församlingen hade 1999/2000.
Socknen har tillhört samma fögderier och domsagor som Aspelands härad. De indelta soldaterna tillhörde Smålands husarregemente, Staby skvadron, Överstelöjtnantens kompani och Kalmar regemente, Liv- och Aspelands kompanier.

## Geografi
Virserums socken ligger kring Emåns tillflöden Virserumsån och Gårdvedaån. Socknen består av kuperad skogsbygd med många småsjöar.

## Fornlämningar
Kända från socknen är en boplats från stenåldern, några gravrösen från bronsåldern samt ett litet gravfält från järnåldern.

## Namnet
Namnet (1278 Widisrum) kommer från kyrkbyn. Förleden är taget från ett äldre namn på Virserumssjön, Vidhir. Efterleden är rum, 'öppen plats'.